# Sigurd Nordenstreng
Sigurd Nordenstreng, född 7 oktober 1857 i Helsingfors, död 11 maj 1935 i Helsingfors, var en finländsk historiker, erhöll professors titel 1930. Han var halvbror till rasteoretikern Rolf Nordenstreng.
Nordenstreng blev filosofie kandidat 1879, och var lektor i statsvetenskap vid Finska kadettkåren i Fredrikshamn från 1883 till 1903, mellan 1904 och 1911 var han folkskolinspektor i Vasa, år 1909 blev han filosofie doktor. Från 1912 till 1927 var han lärare vid Högre svenska handelsläroverket i Helsingfors. Han skrev flera biografiska (om bland andra Leo Mechelin) och historiska arbeten.